# Dorfkirche Lögow

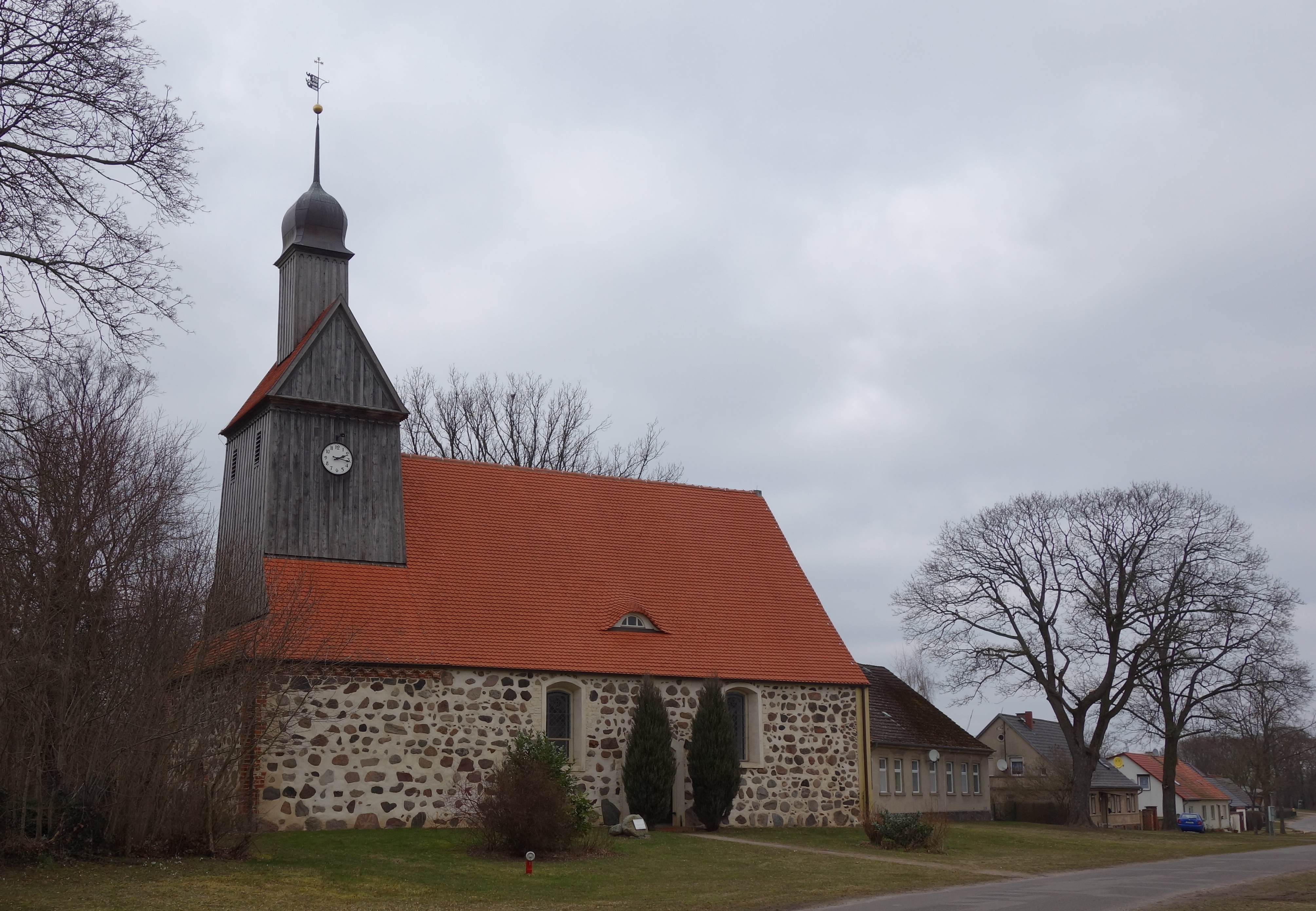
Dorfkirche Lögow

Die evangelische, denkmalgeschützte Dorfkirche Lögow steht in Lögow, einem Ortsteil der Gemeinde Wusterhausen/Dosse im Landkreis Ostprignitz-Ruppin in Brandenburg. Sie gehört zum Pfarrsprengel Wusterhausen im Kirchenkreis Prignitz der Evangelischen Kirche Berlin-Brandenburg-schlesische Oberlausitz.

## Beschreibung
Die spätgotische Feldsteinkirche stammt im Kern aus dem 15. Jahrhundert. Der querrechteckige Kirchturm im Westen wurde nicht ausgebaut, nur das Erdgeschoss ist vorhanden. Stattdessen wurde ihm ein mit Brettern verkleideter querrechteckiger Dachreiter aus Holzfachwerk aufgesetzt, der die Turmuhr und den Glockenstuhl beherbergt, und quer mit einem Satteldach bedeckt, auf dem ein quadratischer, mit einer Zwiebelhaube bedeckter Dachreiter sitzt.
Zur Kirchenausstattung gehört ein zweigeschossiges Altarretabel von 1720 mit der Darstellung der Kreuzigung und der Auferstehung darüber. In der Predella ist das Abendmahl zu sehen. Die Kanzel wurde 1636 errichtet. Auf die Brüstung des polygonalen Korbes wurden die Porträts der vier Evangelisten gemalt. Das hölzerne Taufbecken wurde im 17. Jahrhundert aufgestellt. Die Orgel wurde 1858 von Friedrich Hermann Lütkemüller gebaut.